# Deportes La Serena

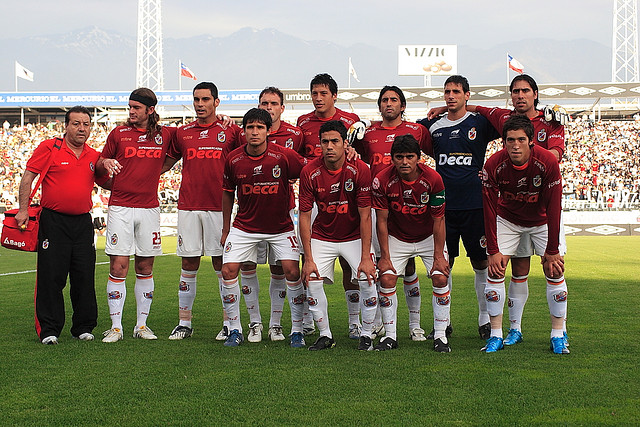
Ploeg van 2009

Deportes La Serena is een Chileense voetbalclub die in 1955 werd opgericht. De klassieke rivaal van de club is Coquimbo Unido.

## Erelijst
- Copa Chile

Winnaar: 1960
Finalist: 1959

## Trainer-coaches
- Alberto Buccicardi (1956)
- Miguel Mocciola (1962-1963)
- Dante Pesce (1968)
- Caupolicán Peña (1973)
- José Sulantay (1987)
- Alberto Quintano (1988-1989)
- José Santos (1990-1991)
- Roberto Hernández (1993)
- Guillermo Yávar (1994-1995)
- José Sulantay (1995)
- Gustavo Huerta (1996-1999)
- Dante Pesce (1999)
- Iván Castillo (1999)
- Nicola Hadwa (2002)
- Miguel Ángel Gamboa (2003)
- Jorge Silva (2003-2004)
- Danilo Chacón (2004)
- Miguel Ángel Fullana (2004)
- Dagoberto Olivares (2004-2005)
- Víctor Hugo Castañeda (2005-2010)
- Fernando Vergara (2011-)